# Monika Masser

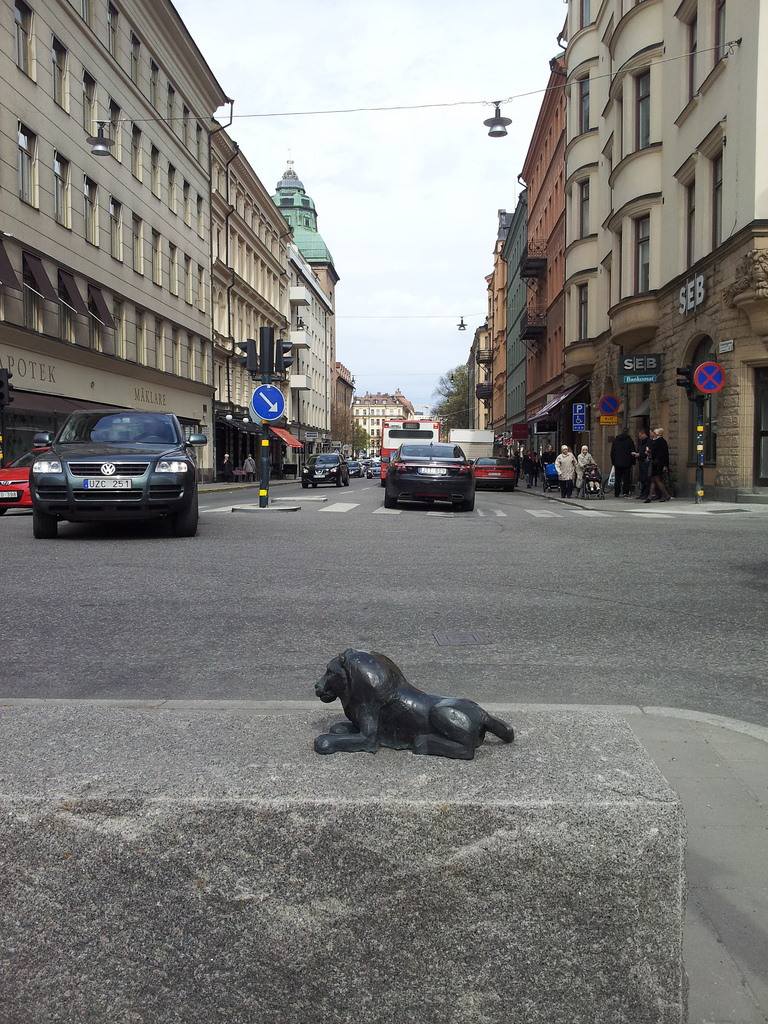
Litet lejon av Monika Masser (2008).

Monika Elisabet Masser, född 23 juni 1963, är en svensk skulptör verksam i Stockholm.
Masser utbildade sig vid Falkenbergs konstskola 1990–91, på skulpturlinjen på Hovedskous målarskola i Göteborg 1991–92 och vid Kungliga konsthögskolan i Stockholm 1992–97. Hon har haft separatutställningar på bland annat Tyresö konsthall, Länsmansgården i Österåker och Studio 44 i Stockholm, och har gjort den lilla offentliga skulpturen Litet lejon på Kungsholmstorg i Stockholm (rest 2008).